# Metán megye
Metán egy megye Argentína északnyugati részén, Salta tartományban. Székhelye San José de Metán.

## Népesség
A megye népessége a közelmúltban a következőképpen változott:
| Év   | Lakosság |
| ---- | -------- |
| 2001 | 38 704   |
| 2010 | 40 351   |